# 吕刻昂堂 (密西西比州)
吕刻昂堂（英文：Lyceum）位于密西西比州牛津市，是密西西比大学校区头号历史建筑之一。吕刻昂堂由威廉-尼科尔斯建筑师设计，以亚里士多德的吕刻昂命名的。美国南北内战时，南军以吕刻昂堂当作军队医院。1962年密西西比大学骚乱时，联邦权威以该建筑作为其行动总部。吕刻昂堂到目前为止列入国家史迹名录，为Lyceum–The Circle历史区一部分。吕刻昂堂目前包括大学的招待室，并且为大学行政部门提供办公室。

## 建筑与历史

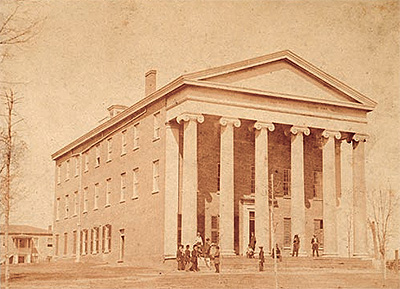
吕刻昂堂，摄于 1861 年

1846年，董事会选择威廉-尼科尔斯监督密西西比大学施工，也批准尼科尔斯为校园中心所提出的设计方案。尼科尔斯的蓝图以雅典附近的爱奥尼亚神庙为灵感，以亚里士多德的经典学园命名为吕刻昂（Lyceum）。1846年7月14日开始施工。
1848年11月6日，密西西比大学的开幕式举办于吕刻昂堂的演讲厅。开学后，该建筑为学生提供主要的聚会场所。1881年以前，大学的图书馆也位于吕克昂堂三楼。 
1859年，弗雷德里克-奥古斯塔斯-波特-巴纳德校长（Frederick Augustus Porter Barnard）为吕刻昂堂批准了增建，包括演讲厅与化学实验室。
1903年又增建，为该建筑建造陪楼。增建的设计却引起了争议，校刊写道，新设计对吕刻昂堂古色古香的建筑非徒无益，而有害之。翌年，密西西比大学在吕刻昂堂安装了电话。
1916年，大学宿舍不足，导致学生在吕刻昂堂地下室暂时住宿。十年后，由政府安排的检查发现该建筑处于年久失修，因此1923年大学进行了大规模的修理。

吕刻昂堂
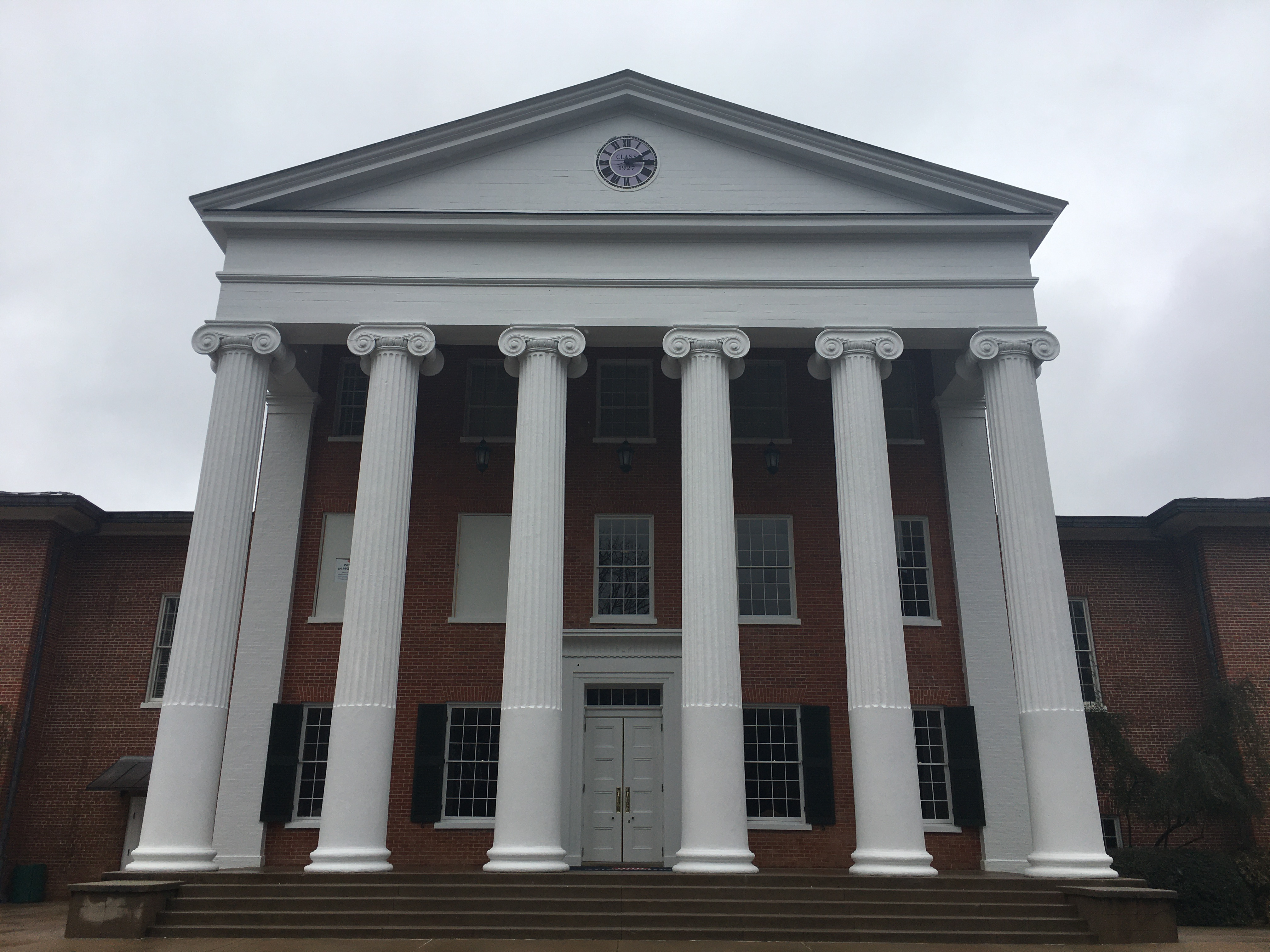
转向图书馆
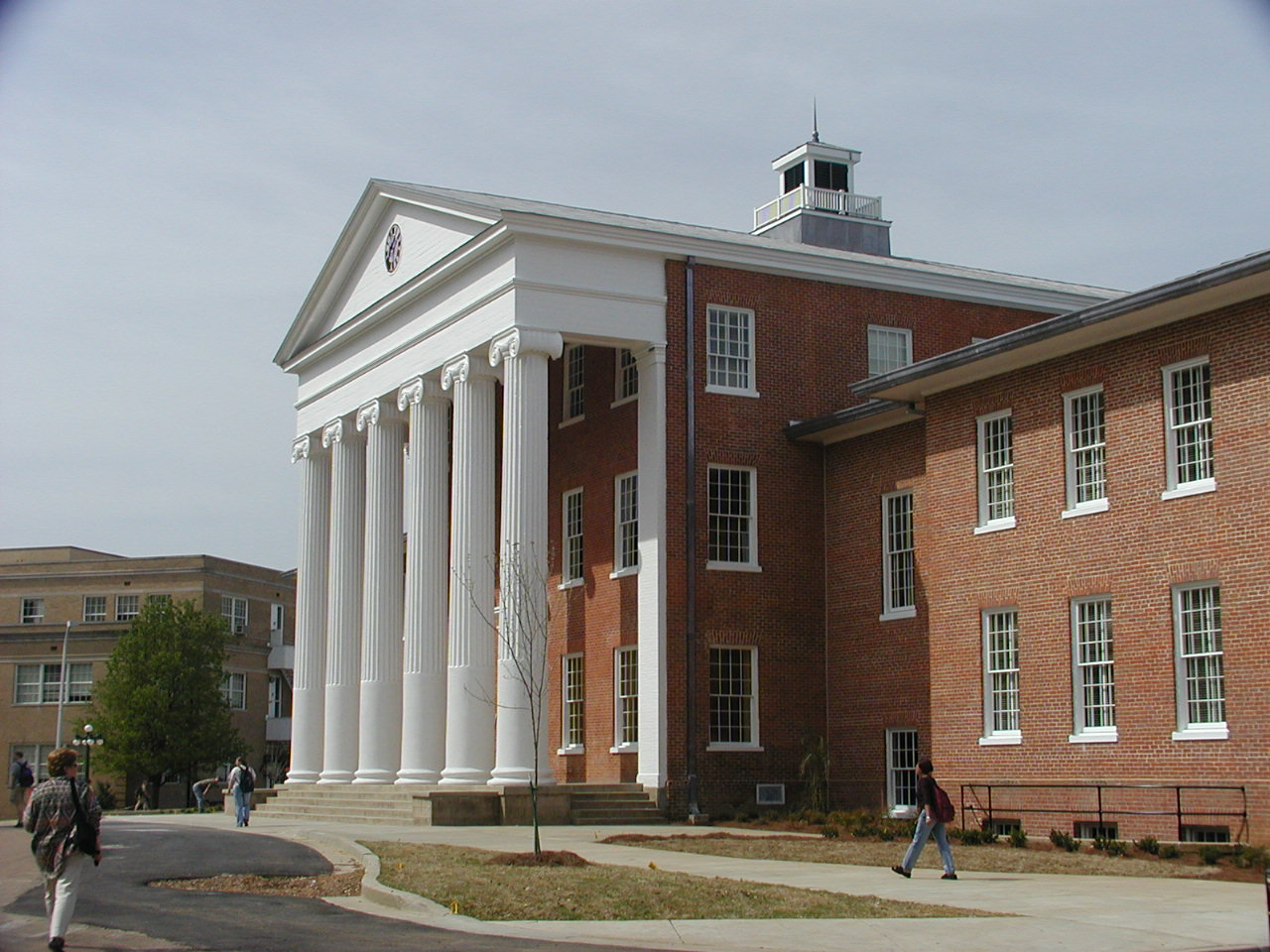
转向校园中心
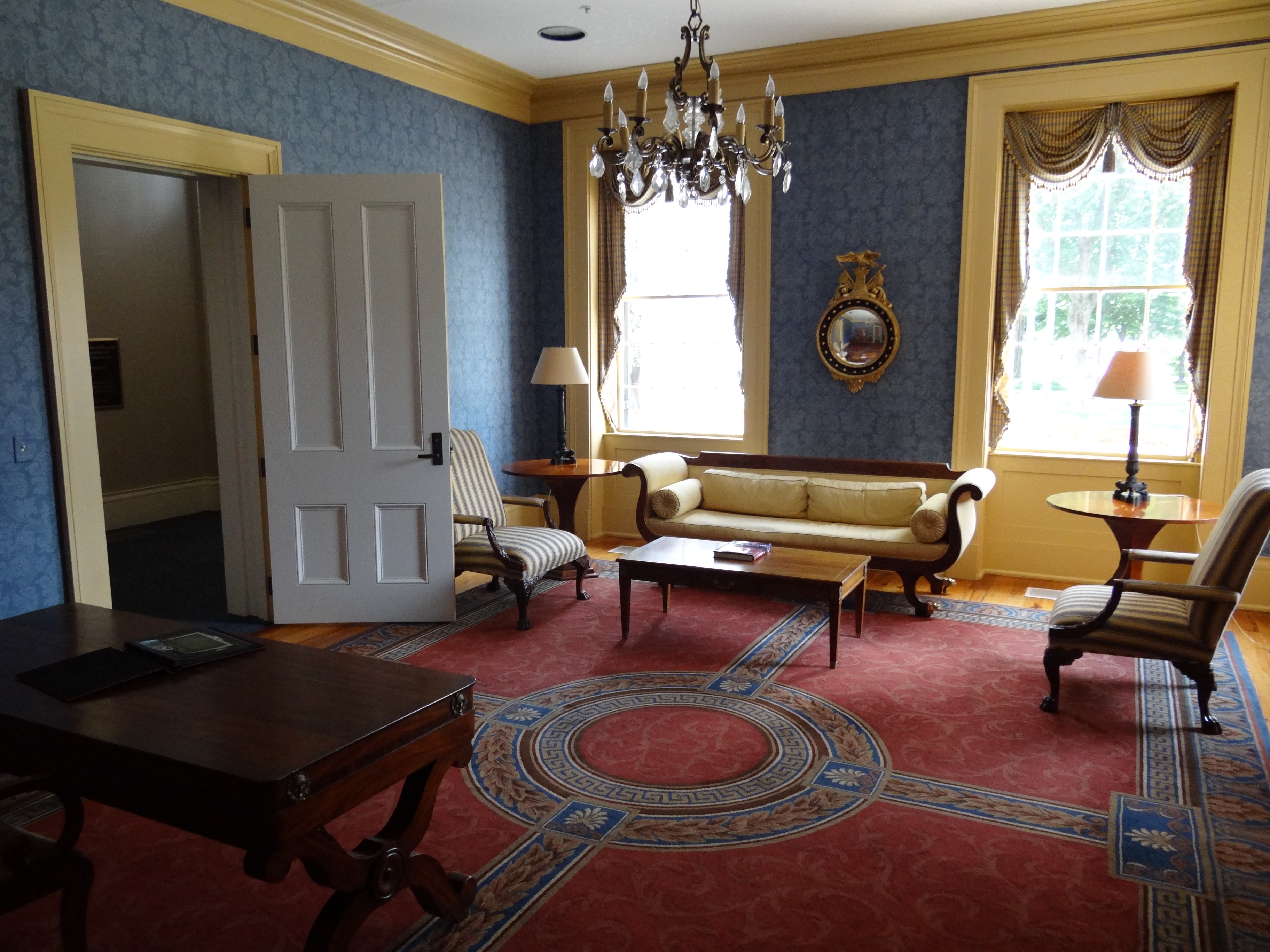
招待室